# Союз ТМ-14
Союз ТМ-14 — пилотируемый космический аппарат из серии «Союз ТМ».

## Экипаж старта
- Александр Викторенко (3-й полёт) — командир
- Александр Калери (1-й полёт) — бортинженер
- Клаус-Дитрих Фладе (Германия) (1-й полёт) — космонавт-исследователь

## Дублирующий экипаж
- Анатолий Соловьёв — командир
- Сергей Авдеев — бортинженер
- Райнхольд Эвальд (Германия) — космонавт-исследователь

## Резервный экипаж
- Валерий Корзун — командир
- Александр Лавейкин — бортинженер

## Экипаж возвращения
- Александр Викторенко — командир
- Александр Калери — бортинженер
- Мишель Тонини (Франция) — космонавт-исследователь

## Описание полёта

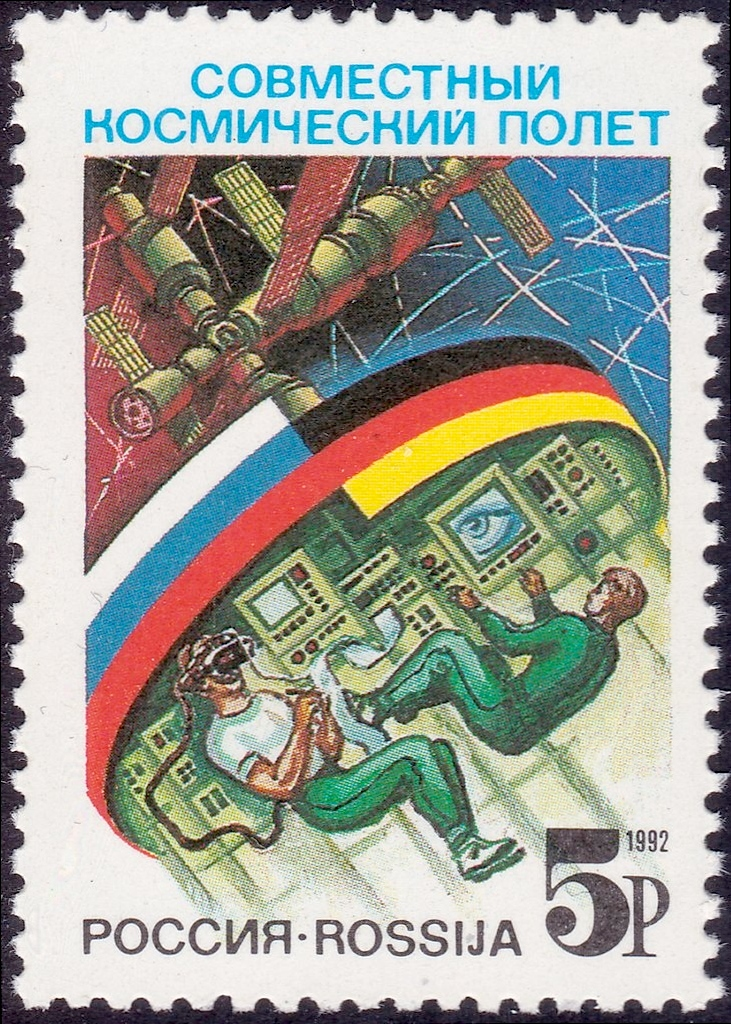
Почтовая марка России 1992 года

Этот полёт «Союза» был первым после распада СССР и, таким образом, первым российским космическим полётом.
В первом совместном российско-немецком полёте участвовал астронавт Клаус-Дитрих Фладе. Фладе стал вторым после Зигмунда Йена немцем, побывавшим на орбитальной станции. Он провёл 14 экспериментов из области медицины, биологии, физики и материаловедения для программы подготовки будущих проектов орбитальных станций. Например, в рамках программы ТЕС были исследованы термодинамические свойства различных веществ. Медицинские исследования посвящались изучению изменения генома (анализ хромосом), цикла сон-бодрствование, оценке как психической, так и физической работоспособности. Также изучались функции органа равновесия и способность ориентации посредством наблюдения за движением глаз при изменении положения в пространстве; способности к запоминанию краткосрочной памяти; распределение жидкости в мышцах и сосудах (применение штанов низкого давления «Чибис») и регуляция гормонов в организме человека (пробы крови и слюны). Тесты по материаловедению состояли в выращивании кристаллов. Фладе приземлился вместе с основным экипажем на корабле Союз ТМ-13.
Одиннадцатая экспедиция на станцию «Мир» провела за время своего почти пятимесячного пребывания эксперименты по материаловедению, космической технике, астрофизике и наблюдению Земли. Были выращены особо чистые кристаллы галлия на новой установке «Гранат» на борту модуля «Кристалл». Проводились долгосрочные наблюдения за составом воздуха и исследовалось влияние движения космонавтов на микрогравитацию. Проводились астрономические наблюдения в УФ и рентгеновском диапазоне. В рамках программы Земля камерой KFA 1000 были произведены съёмки северной Африки, северной и южной Америк, тихоокеанского региона и Австралии.
При помощи топографической трёхканальной камеры KATE 140 были сделаны фотоснимки частей России, Казахстана и Украины. В рамках геологических исследований на юге Украины применялся многоканальный спектрометр МКС 2М (19 каналов в области от 415 до 1030 нм). Прочие научные эксперименты состояли в исследовании роста кристаллов, эрозии различных веществ в атомарном кислороде, гибели живых клеток под воздействием космических лучей, кристаллизации биологических макромолекул и влиянии искусственной гравитации на рост растений. При помощи мультиспектральной камеры МКФ 6МА были сделаны снимки высокого разрешения поверхности Земли. Эти снимки позволяют судить о загрязнении окружающей среды, предполагаемом местонахождении определённых полезных ископаемых или величине урожая. 8 июля Викторенко и Калери провели два часа в открытом космосе, чтобы заменить два гироскопа стабилизации в модуле «Квант-2».
Вместе с Викторенко и Калери на Землю вернулся француз Тонини, прилетевший на станцию со следующей экспедицией посещения.
При посадке возникла проблема, так что капсула приземлилась вверх дном и была возвращена в исходное положение только поисковой командой.
Провиант и расходные материалы доставлялись транспортными кораблями «Прогресс М-12» и «М-13».